# Grey Eagle
Grey Eagle är en ort i Todd County i Minnesota. Vid 2020 års folkräkning hade Grey Eagle 330 invånare.